# Honduras na Letnich Igrzyskach Olimpijskich 2000
Honduras na Letnich Igrzyskach Olimpijskich 2000 reprezentowało 20 zawodników: 18 mężczyzn i 2 kobiety. Był to szósty start reprezentacji Hondurasu na letnich igrzyskach olimpijskich.

## Skład reprezentacji

### Lekkoatletyka
Maraton Kobiety
- Gina Coello

1. Finał – 3:02:32 (42 miejsce)

### Piłka nożna
Męska drużyna
- Grupa A
- Nigeria – Honduras 3-3
- Włochy – Honduras 3-1
- Australia – Honduras 1-2
- Kadra

- (1.) Carlos Escobar
- (2.) Ivan Guerrero
- (3.) Elmer Montoya
- (4.) Junior Izaguirre
- (5.) Walter López
- (6.) Carlos Paez
- (8.) Jaime Rosales
- (9.) David Suazo
- (10.) Julio César de León
- (11.) Jairo Martinez
- (12.) Maynor René Suazo
- (13.) Elvis Scott
- (14.) Luis Ramírez
- (15.) Julio César Suazo
- (16.) Danilo Turcios
- (17.) Mario Chirinos
- (18.) Noel Valladares
- (19.) Carlos Salinas
- (20.) Hector Gutierrez
- (21.) José Rivera

### Pływanie
Mężczyźni 100 m w stylu dowolnym
- Alejandro Castellanos

1. Eliminacje – 54.06 (Nie awansował dalej)
Kobiety 200 m w stylu dowolnym
- Pamela Vasquez

1. Eliminacje – 02:15.83 (Nie awansowała dalej)